# Preussen (ballon)

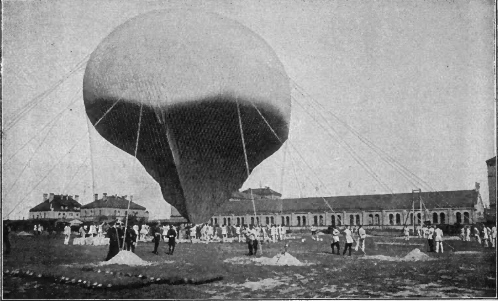
Le ballon, le 31 juillet 1901, lors de son gonflement à l'hydrogène.

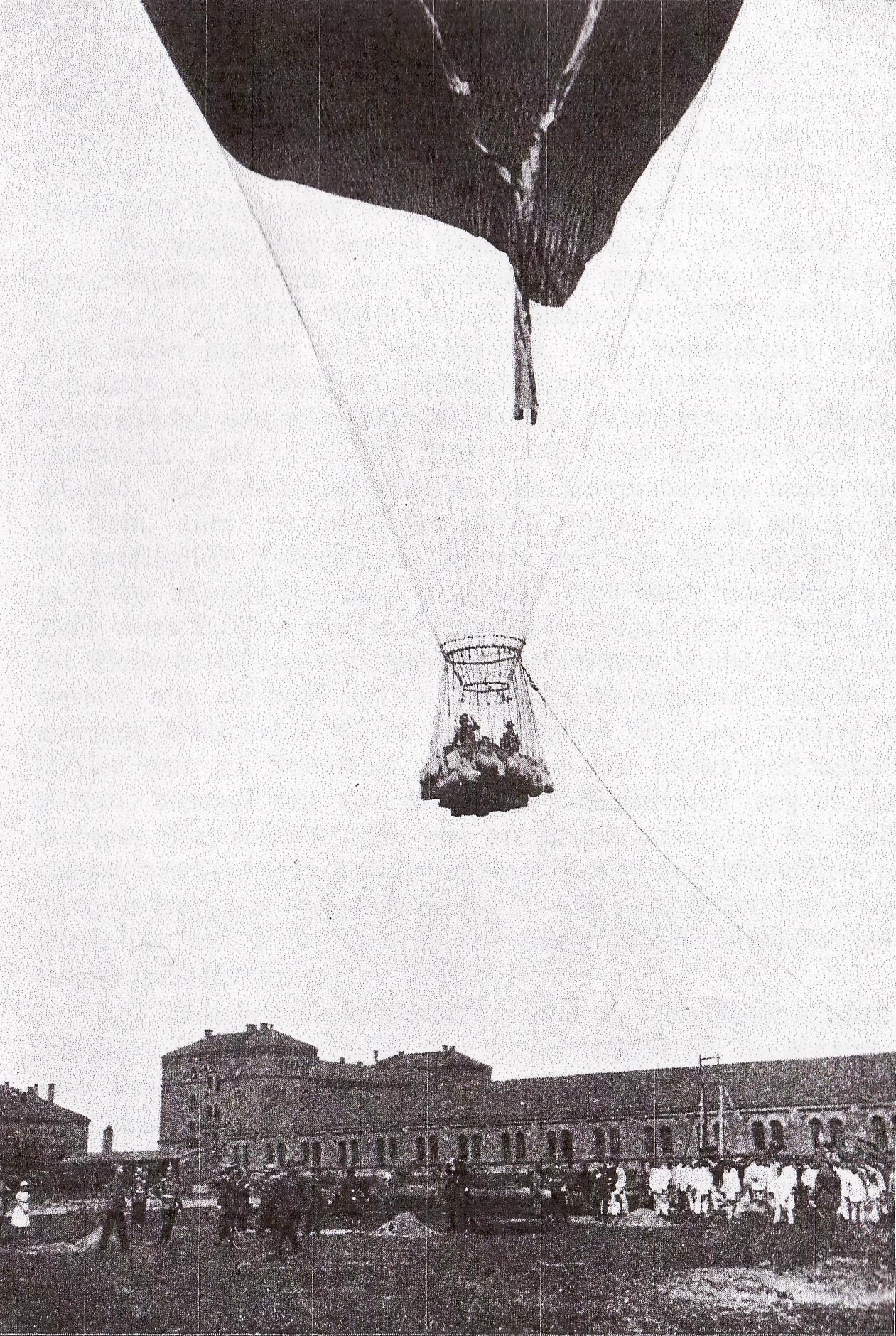
Le ballon, lors de son envol.

Le Preussen (en français « Prusse », partie de l'Empire allemand) est un ballon stratosphérique conçu par les météorologues berlinois Arthur Berson et Reinhard Süring. Avec celui-ci, ils deviennent les premiers hommes à atteindre, le 31 juillet 1901, une hauteur de 10 000 mètres. Cet appareil a contribué à la découverte de la stratosphère. Le vol a lieu à Berlin-Tempelhof sur le champ de Tempelhof.

## Avancée scientifique
Le 31 juillet 1901, avec le météorologue Reinhard Süring, Berson a effectué son ascension la plus célèbre, à bord du Preussen. Partis de Berlin-Tempelhof, ils ont atteint 10 800 mètres d’altitude. Ils ont utilisé de l’oxygène en bonbonnes au-dessus de 6 000 mètres, mais à 10 000 mètres ils ont quand même perdu connaissance. Malgré tout, ils ont pu reprendre conscience et terminer le vol près de Briesen, après 7,5 heures de vol. Ce record avait une grande importance scientifique. Les données climatiques prises simultanément par les deux aéronautes et par des ballons-sondes lâchés du sol le long de leur trajet ont montré que les deux concordaient, ce qui a permis de dissiper tout doute quant à la validité des données recueillies par les instruments des ballons. Les chercheurs purent par la suite les utiliser avec confiance, ce qui mena à la découverte de la stratosphère par Richard Aßmann et Léon Teisserenc de Bort en 1902.

### Sources
- (de) Cet article est partiellement ou en totalité issu de l’article de Wikipédia en allemand intitulé « Preussen (Ballon) » (voir la liste des auteurs).